# Tribunal de Defensa de la Competència (Espanya)
El Tribunal de Defensa de la Competència és un tribunal adscrit al Ministeri d'Economia i Hisenda que s'encarrega de garantir la competència al mercat nacional espanyol.
Va ser creat per la Llei 16/1989, de 17 de juliol.
S'organitza per un President i els Vocals, nomenats pel govern espanyol a proposta del ministre.

## Funcions
Les funcions del tribunal aquest són:
- Prohibir tota actuació que pretenga impedir, restringir o falsejar la competència en tot o en part del mercat nacional.
- Resoldre els assumptes d'arbitratge que li assignen les lleis.
- Aurotitza acords, decisions, recomanacions i pràctiques que contribuisquen a la millora de la producció o comercialització dels béns i serveis.
- Emet informes sobre la lliure competència segons li ho requerisca el govern d'Espanya, un Departament Ministerial, una comunitat autònoma, una corporació local, una organització empresarial, sindical o de consumidors i usuaris.
- El tribunal promou i realitza treballs de recerca sobre la competència.